# Пшибиславиці (гміна Скала)
Пшибиславиці (пол. Przybysławice) — село в Польщі, у гміні Скала Краківського повіту Малопольського воєводства.
Населення — 278 осіб (2011).
У 1975—1998 роках село належало до Краківського воєводства.

## Демографія
Демографічна структура станом на 31 березня 2011 року:
|          | Загалом | Допрацездатний вік | Працездатний вік | Постпрацездатний вік |
| -------- | ------- | ------------------ | ---------------- | -------------------- |
| Чоловіки | 154     | 27                 | 114              | 13                   |
| Жінки    | 124     | 25                 | 69               | 30                   |
| Разом    | 278     | 52                 | 183              | 43                   |